# Benil Santos
Benil Santos (Cabo Frio, 20 de novembro de 1931 - Maricá, 24 de setembro de 2012) foi um compositor, radialista, produtor musical e empresário brasileiro.
Nascido no Rio de Janeiro, Benil Santos começou sua carreira em Minas Gerais, onde, inclusive, recebeu seu primeiro prêmio como locutor de rádio aos 15 anos de idade, quando trabalhava pela ZYL-9- Difusora de Carangola. Em 1957, a pedido do cronista Renato de Castro, foi contratado pela Rádio Mauá, do Rio de Janeiro, onde chegou a ocupar o cargo de Chefe do Departamento de Difusão da emissora. Também passou pela Rádio Mayrink Veiga e em 1958 se tornou diretor artístico da RGE Discos. Santos teve mais de 100 de suas composições gravadas por artistas, como Orlando Dias, Moacyr Franco, Elizeth Cardoso, Erasmo Carlos, Ângela Maria, Nelson Gonçalves, Maria Bethânia, Toquinho e Vinícius de Moraes.